# Meaucé
Meaucé est une commune française située dans le département d'Eure-et-Loir en région Centre-Val de Loire.

## Géographie

### Situation
La commune se situe dans la région naturelle du Perche. Elle est limitrophe du département de l'Orne et appartient au canton de Nogent-le-Rotrou, distant de 25 km.
Son altitude moyenne est de 205 mètres et sa superficie de 11,59 km2.

Situation géographique
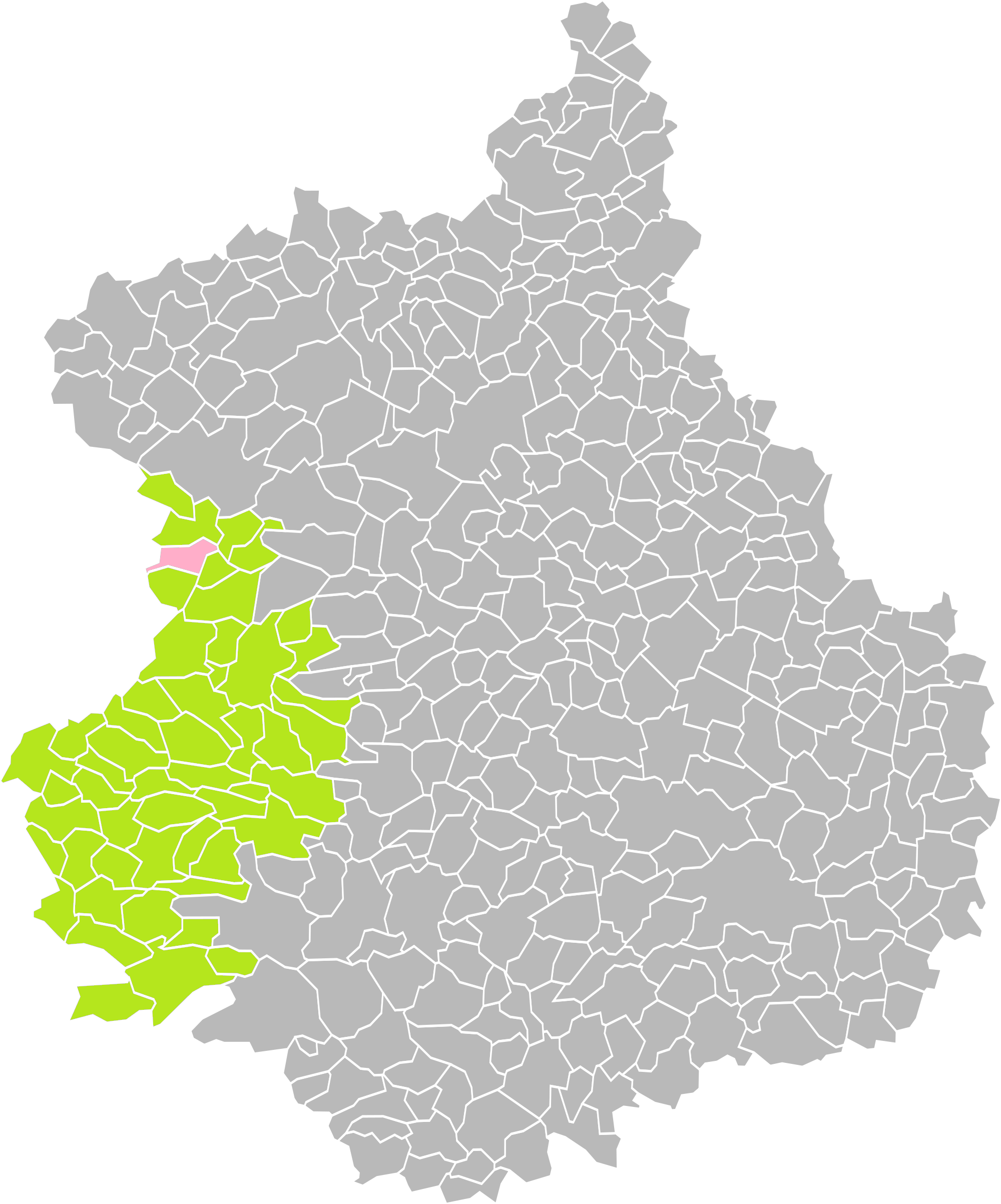
Meaucé dans son arrondissement.
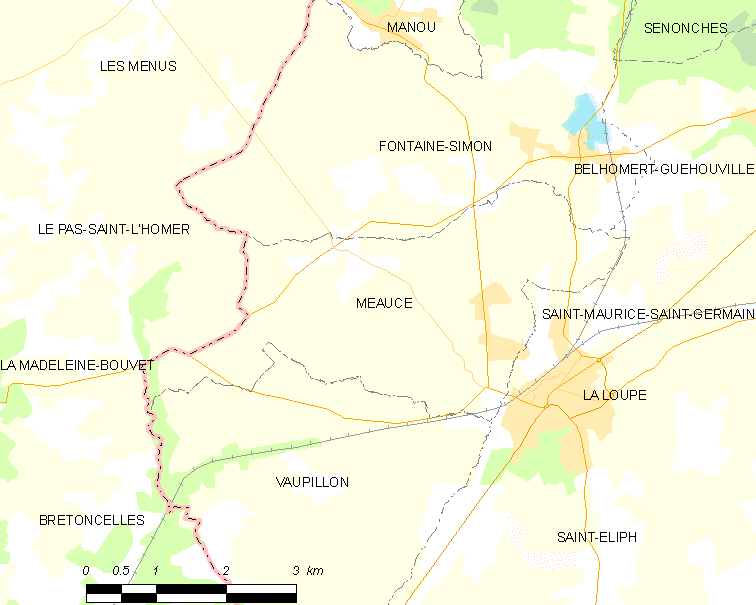
Carte de la commune de Meaucé.

### Communes et département limitrophes
Les villes et villages limitrophes de Meaucé sont : La Loupe (chef-lieu de canton) à 1,8 km, Fontaine-Simon à 2,3 km, Vaupillon à 2,8 km, Manou à 4,1 km, Saint-Éliph à 4,4 km.
| Le Pas-Saint-l'Homer (Orne) | Fontaine-Simon | Belhomert-Guéhouville |
| Le Pas-Saint-l'Homer (Orne) | Meaucé         | La Loupe              |
| Bretoncelles (Orne)         | Vaupillon      | La Loupe              |

### Climat
Pour des articles plus généraux, voir Climat du Centre-Val de Loire et Climat d'Eure-et-Loir.
En 2010, le climat de la commune est de type climat océanique dégradé des plaines du Centre et du Nord, selon une étude du CNRS s'appuyant sur une série de données couvrant la période 1971-2000. En 2020, Météo-France publie une typologie des climats de la France métropolitaine dans laquelle la commune est exposée à un climat océanique altéré et est dans la région climatique  Normandie (Cotentin, Orne), caractérisée par une pluviométrie relativement élevée (850 mm/a) et un été frais (15,5 °C) et venté. 
Pour la période 1971-2000, la température annuelle moyenne est de 10,2 °C, avec une amplitude thermique annuelle de 14,7 °C. Le cumul annuel moyen de précipitations est de 729 mm, avec 12 jours de précipitations en janvier et 8 jours en juillet. Pour la période 1991-2020, la température moyenne annuelle observée sur la station météorologique de Météo-France la plus proche, sur la commune de La Loupe à 2 km à vol d'oiseau, est de 11,0 °C et le cumul annuel moyen de précipitations est de 718,0 mm,. Pour l'avenir, les paramètres climatiques de la commune estimés pour 2050 selon différents scénarios d'émission de gaz à effet de serre sont consultables sur un site dédié publié par Météo-France en novembre 2022.

## Urbanisme

### Typologie
Au 1er janvier 2024, Meaucé est catégorisée commune rurale à habitat dispersé, selon la nouvelle grille communale de densité à 7 niveaux définie par l'Insee en 2022.
Elle appartient à l'unité urbaine de La Loupe, une agglomération intra-départementale dont elle est une commune de la banlieue,. Par ailleurs la commune fait partie de l'aire d'attraction de La Loupe, dont elle est une commune de la couronne,. Cette aire, qui regroupe 8 communes, est catégorisée dans les aires de moins de 50 000 habitants,.

### Occupation des sols
L'occupation des sols de la commune, telle qu'elle ressort de la base de données européenne d’occupation biophysique des sols Corine Land Cover (CLC), est marquée par l'importance des territoires agricoles (95,9 % en 2018), une proportion sensiblement équivalente à celle de 1990 (96,6 %). La répartition détaillée en 2018 est la suivante : 
terres arables (87,5 %), zones agricoles hétérogènes (4,4 %), prairies (3,9 %), zones urbanisées (3,3 %), forêts (0,8 %). L'évolution de l’occupation des sols de la commune et de ses infrastructures peut être observée sur les différentes représentations cartographiques du territoire : la carte de Cassini (XVIIIe siècle), la carte d'état-major (1820-1866) et les cartes ou photos aériennes de l'IGN pour la période actuelle (1950 à aujourd'hui).

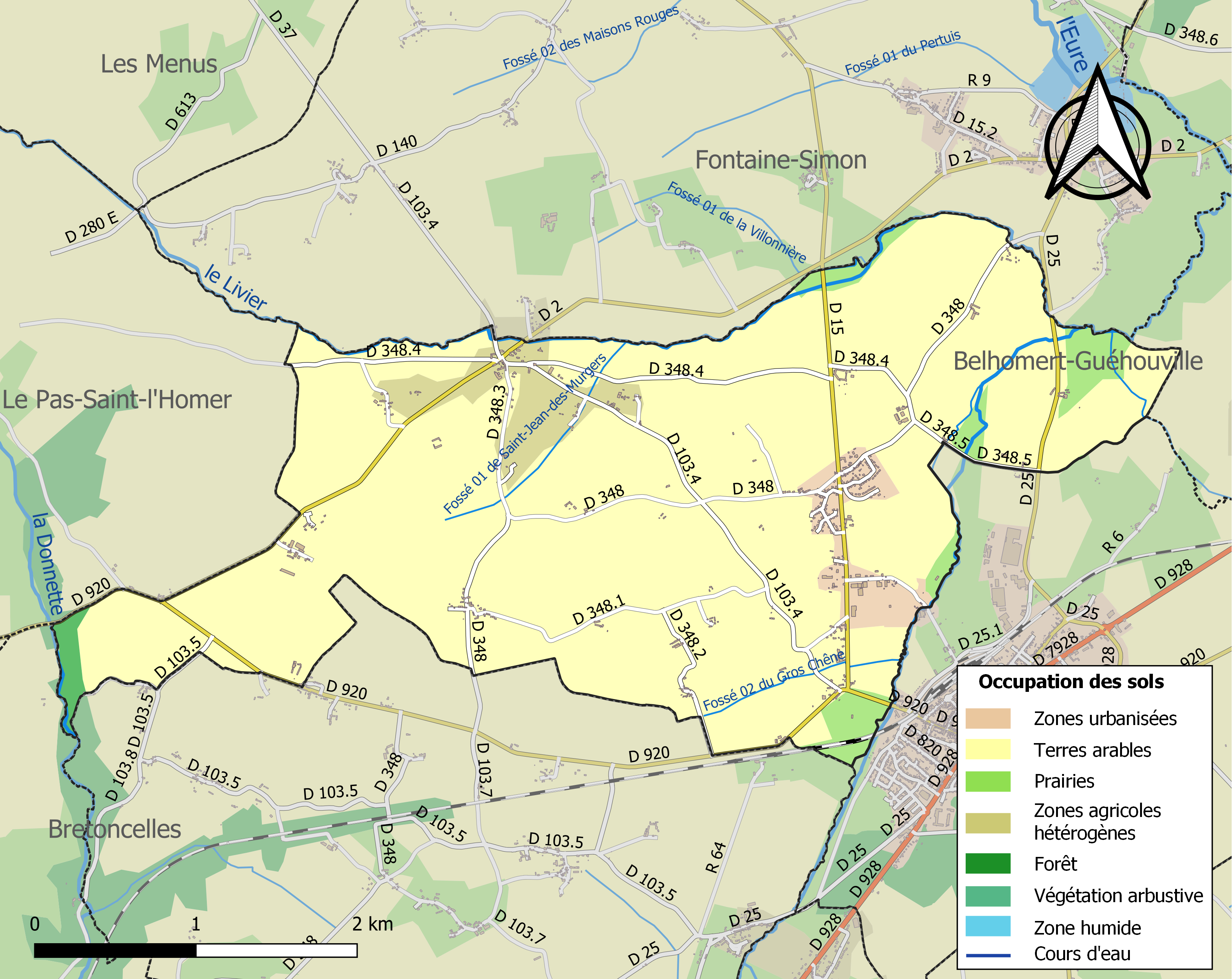
Carte des infrastructures et de l'occupation des sols de la commune en 2018 (CLC).

### Risques majeurs
Le territoire de la commune de Meaucé est vulnérable à différents aléas naturels : météorologiques (tempête, orage, neige, grand froid, canicule ou sécheresse), inondations, mouvements de terrains et séisme (sismicité très faible). Il est également exposé à un risque technologique, le transport de matières dangereuses. Un site publié par le BRGM permet d'évaluer simplement et rapidement les risques d'un bien localisé soit par son adresse soit par le numéro de sa parcelle.

#### Risques naturels
Certaines parties du territoire communal sont susceptibles d’être affectées par le risque d’inondation par débordement de cours d'eau, notamment le Livier, le ruisseau de l'Ancien étang de Pot de Vin et la Donnette. La commune a été reconnue en état de catastrophe naturelle au titre des dommages causés par les inondations et coulées de boue survenues en 1984 et 1999,.

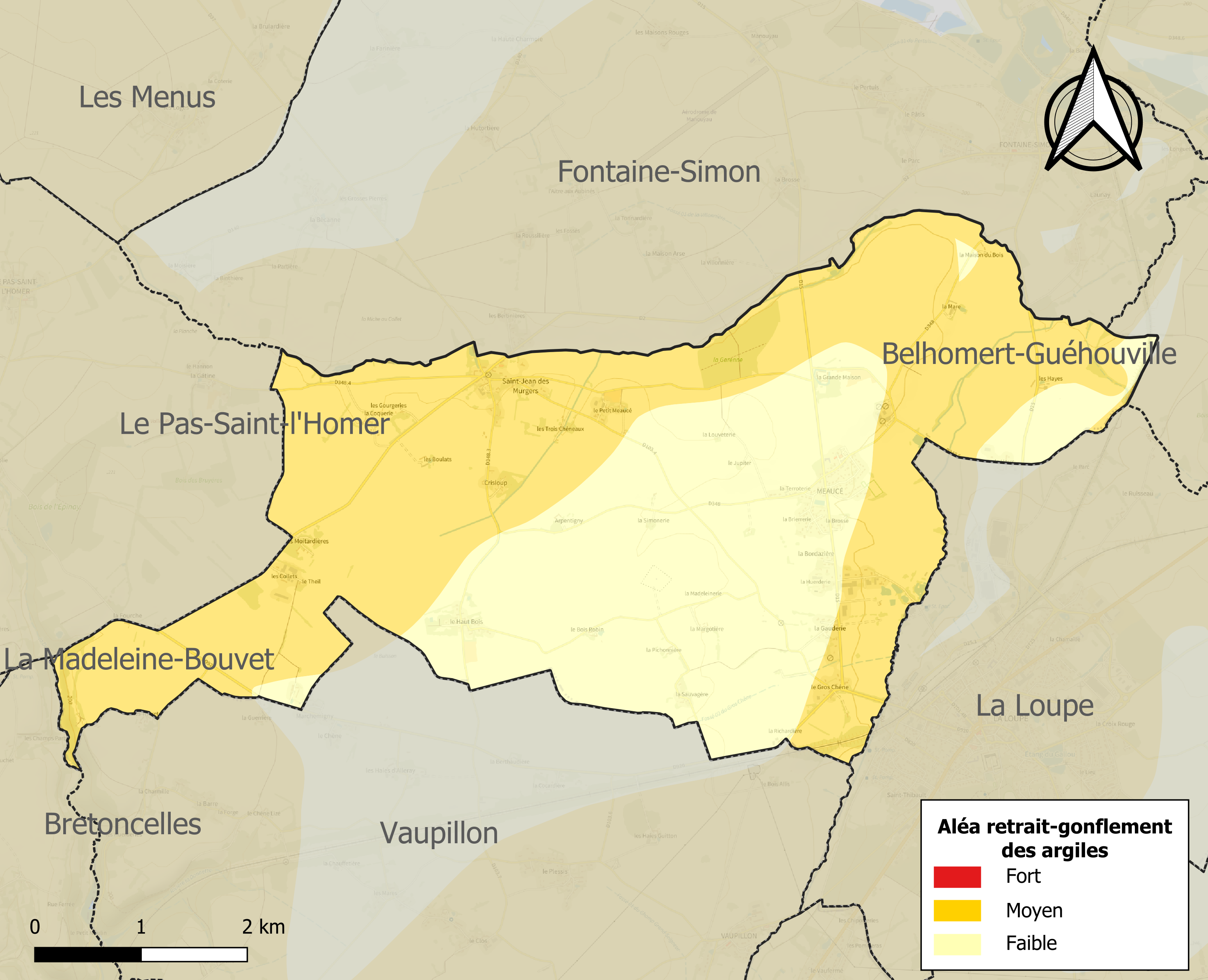
Carte des zones d'aléa retrait-gonflement des sols argileux de Meaucé.

Les mouvements de terrains susceptibles de se produire sur la commune sont des affaissements et effondrements liés aux cavités souterraines. L'inventaire national des cavités souterraines permet de localiser celles situées sur la commune.
Le retrait-gonflement des sols argileux est susceptible d'engendrer des dommages importants aux bâtiments en cas d’alternance de périodes de sécheresse et de pluie. 59,2 % de la superficie communale est en aléa moyen ou fort (52,8 % au niveau départemental et 48,5 % au niveau national). Sur les 255 bâtiments dénombrés sur la commune en 2019, 90 sont en aléa moyen ou fort, soit 35 %, à comparer aux 70 % au niveau départemental et 54 % au niveau national. Une cartographie de l'exposition du territoire national au retrait gonflement des sols argileux est disponible sur le site du BRGM,.
Concernant les mouvements de terrains, la commune a été reconnue en état de catastrophe naturelle au titre des dommages causés par la sécheresse en 2018 et par des mouvements de terrain en 1999.

#### Risques technologiques
Le risque de transport de matières dangereuses sur la commune est lié à sa traversée par des infrastructures routières ou ferroviaires importantes ou la présence d'une canalisation de transport d'hydrocarbures. Un accident se produisant sur de telles infrastructures est en effet susceptible d’avoir des effets graves au bâti ou aux personnes jusqu’à 350 m, selon la nature du matériau transporté. Des dispositions d’urbanisme peuvent être préconisées en conséquence.

## Toponymie
Réunion et délimitation avec le Pas-Saint-l'Homer, et la commune de Saint-Jean-des-Meurgers, Orne, pour réaliser Meaucé, par la Loi du 17 juin 1846.
Le nom de la localité est attesté sous les formes Meanceium vers 1260 (à lire *Meauceium) ; Marcetum vers 1270 (à lire *Marceium), Meaussé en 1630 ; Meaucez en 1689.
Comme son étymologie semble l’indiquer (« mauvaise terre, mauvais pays »), était autrefois un pays couvert en grande partie de bois.

## Histoire

### Époque contemporaine

#### XIXesiècle
Réunion et délimitation réalisée de Meaucé d’avec le Pas-Saint-l'Homer, Orne, par la Loi du 17 juin 1846 : la commune de Saint-Jean-des-Meurgers, Orne, est supprimée et ses sections A et C sont réunies à Meaucé, soit 234 ha et 108 habitants ; à titre de compensation, Meaucé rétrocède au Pas-Saint-l'Homer sa section E, soit 251 ha et 19 ha.

## Politique et administration

### Liste des maires
| Période | Période                      | Identité              | Étiquette | Qualité                    |
| ------- | ---------------------------- | --------------------- | --------- | -------------------------- |
| 1792    | 1795                         | Pierre Goullet        |           |                            |
| 1795    | 1802                         | Simon Langlois        |           |                            |
| 1802    | 1847                         | Pierre Goullet        |           |                            |
| 1847    | 1847                         | Pierre Goullet (fils) |           | Intérim                    |
| 1847    | 1854                         | Claude Billard        |           |                            |
| 1855    | 1855                         | Louis Naveau          |           | Intérim                    |
| 1856    | 1860                         | Louis Toutry          |           |                            |
| 1860    | 1870                         | Pierre Mithouard      |           |                            |
| 1870    | 1878                         | Jules Launay          |           |                            |
| 1878    | 1904                         | Louis Morize          |           |                            |
| 1904    | ? (après 1944)               | Jules Morize          |           |                            |
| ?       | 1947                         | René Morize           |           |                            |
| 1968    | 1995                         | Jacques Morize        | SE        |                            |
| 1995    | 09-2007                      | Gaston Dumargue       | SE        |                            |
| 10-2007 | 01-2012                      | Claude Charles        | SE        |                            |
| 02-2012 | En cours (au 5 octobre 2023) | Michel Bizard         | DVG       | Retraité Fonction publique |

## Population et société

### Démographie
L'évolution du nombre d'habitants est connue à travers les recensements de la population effectués dans la commune depuis 1793. Pour les communes de moins de 10 000 habitants, une enquête de recensement portant sur toute la population est réalisée tous les cinq ans, les populations de référence des années intermédiaires étant quant à elles estimées par interpolation ou extrapolation. Pour la commune, le premier recensement exhaustif entrant dans le cadre du nouveau dispositif a été réalisé en 2004.

En 2022, la commune comptait 499 habitants, en évolution de −10,89 % par rapport à 2016 (Eure-et-Loir : −0,23 %, France hors Mayotte : +2,11 %).
| 1793 | 1800 | 1806 | 1821 | 1831 | 1836 | 1841 | 1846 | 1851 |
| ---- | ---- | ---- | ---- | ---- | ---- | ---- | ---- | ---- |
| 335  | 316  | 339  | 286  | 310  | 311  | 307  | 332  | 338  |

| 1856 | 1861 | 1866 | 1872 | 1876 | 1881 | 1886 | 1891 | 1896 |
| ---- | ---- | ---- | ---- | ---- | ---- | ---- | ---- | ---- |
| 329  | 339  | 347  | 327  | 331  | 342  | 369  | 348  | 334  |

| 1901 | 1906 | 1911 | 1921 | 1926 | 1931 | 1936 | 1946 | 1954 |
| ---- | ---- | ---- | ---- | ---- | ---- | ---- | ---- | ---- |
| 351  | 333  | 350  | 356  | 330  | 340  | 316  | 364  | 304  |

| 1962 | 1968 | 1975 | 1982 | 1990 | 1999 | 2004 | 2006 | 2009 |
| ---- | ---- | ---- | ---- | ---- | ---- | ---- | ---- | ---- |
| 292  | 313  | 321  | 401  | 585  | 526  | 538  | 518  | 511  |

| 2014 | 2019 | 2022 | - | - | - | - | - | - |
| ---- | ---- | ---- | - | - | - | - | - | - |
| 548  | 513  | 499  | - | - | - | - | - | - |

## Culture locale et patrimoine

### Lieux et monuments

#### Le Gros Chêne

##### Description

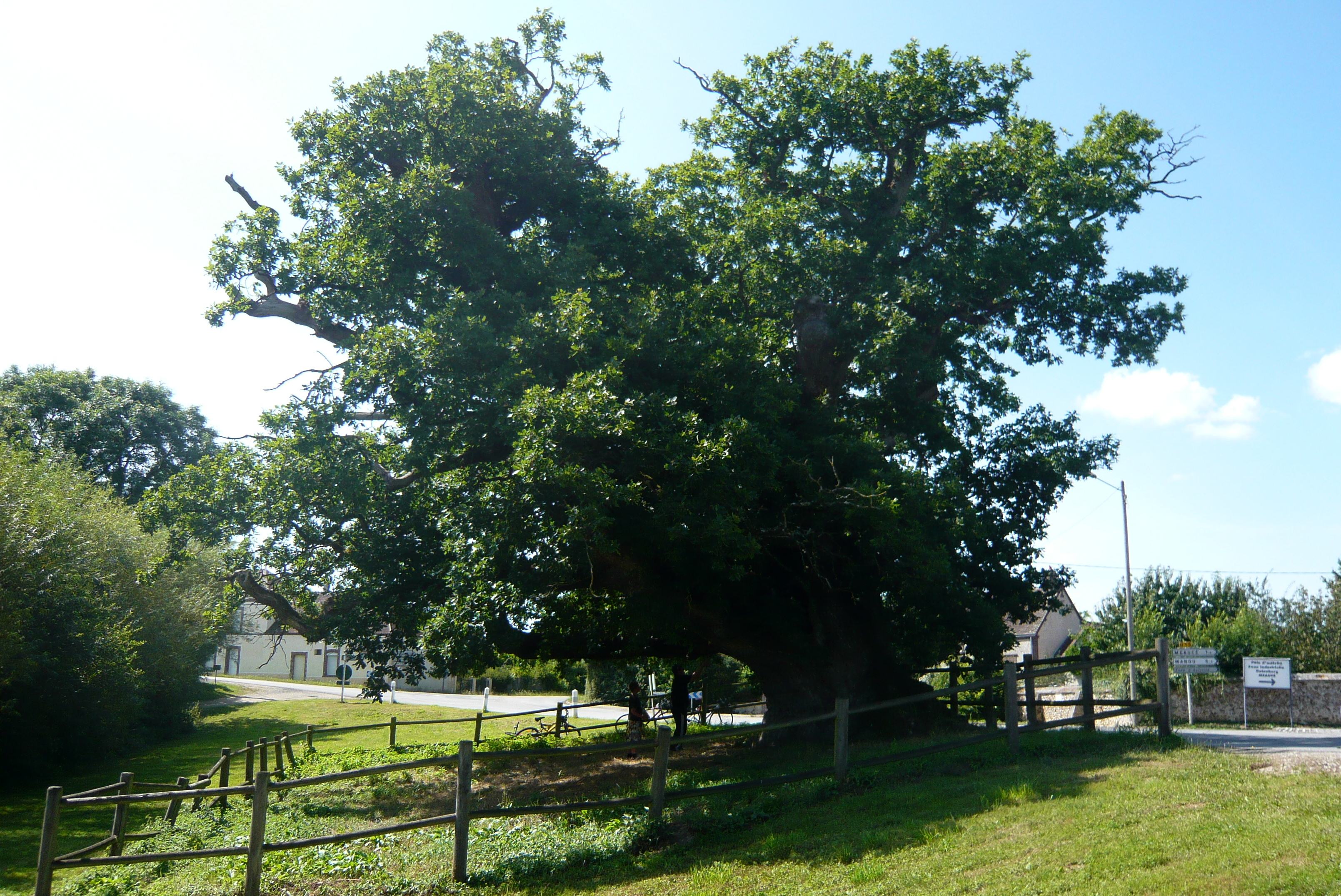
Le Gros Chêne en août 2014.

Le Gros Chêne se trouve sur la D 920 au carrefour avec la D 15, en direction du bourg de Meaucé. Il a une circonférence de 14,30 m au pied et de 8,60 m à un mètre du sol.
La parcelle sur lequel il est implanté appartient au Conseil départemental d'Eure-et-Loir, qui l'a entouré de barrières, d'une part pour des raisons de sécurité, d'autre part afin d'éviter le piétinement provoquant l'imperméabilisation du sol, facteur d'accélération du vieillissement.
En 2016, une branche d'une circonférence de 4,20 m et longue de 9,20 m représentant un tiers du tronc est tombée, symptôme du dépérissement de ce très vieil arbre,.
En 2020, Le Gros Chêne obtient le label Arbre remarquable de France, décerné par l'association Arbres remarquables : bilan, recherche, études et sauvegarde (ARBRES).

##### Historique
Il serait un reste du bois du château primitif de La Loupe et aurait remplacé un chêne druidique millénaire.
Sujet de nombreuses légendes, le gros chêne aurait été planté en 1360, par Jeanne, fille du seigneur de Meaucé, et le chevalier de Montireau avant qu'il ne parte en croisade, en gage de leur fidélité. Le chevalier y perdra la vie et la jeune femme se laissa mourir de chagrin.
Dans une cavité de l’arbre se trouvait une statuette d'une Vierge. Des révolutionnaires enlevèrent la statue et un champignon ayant la forme de la Vierge repoussa… Quelque temps plus tard, le chêne dut être abattu mais les outils des bûcherons se cassèrent sur l'arbre, le bois étant trop dur… on cria au miracle.
Henri IV venait s'y reposer fréquemment notamment les jours de chasse.

#### Église Saint-Léonard

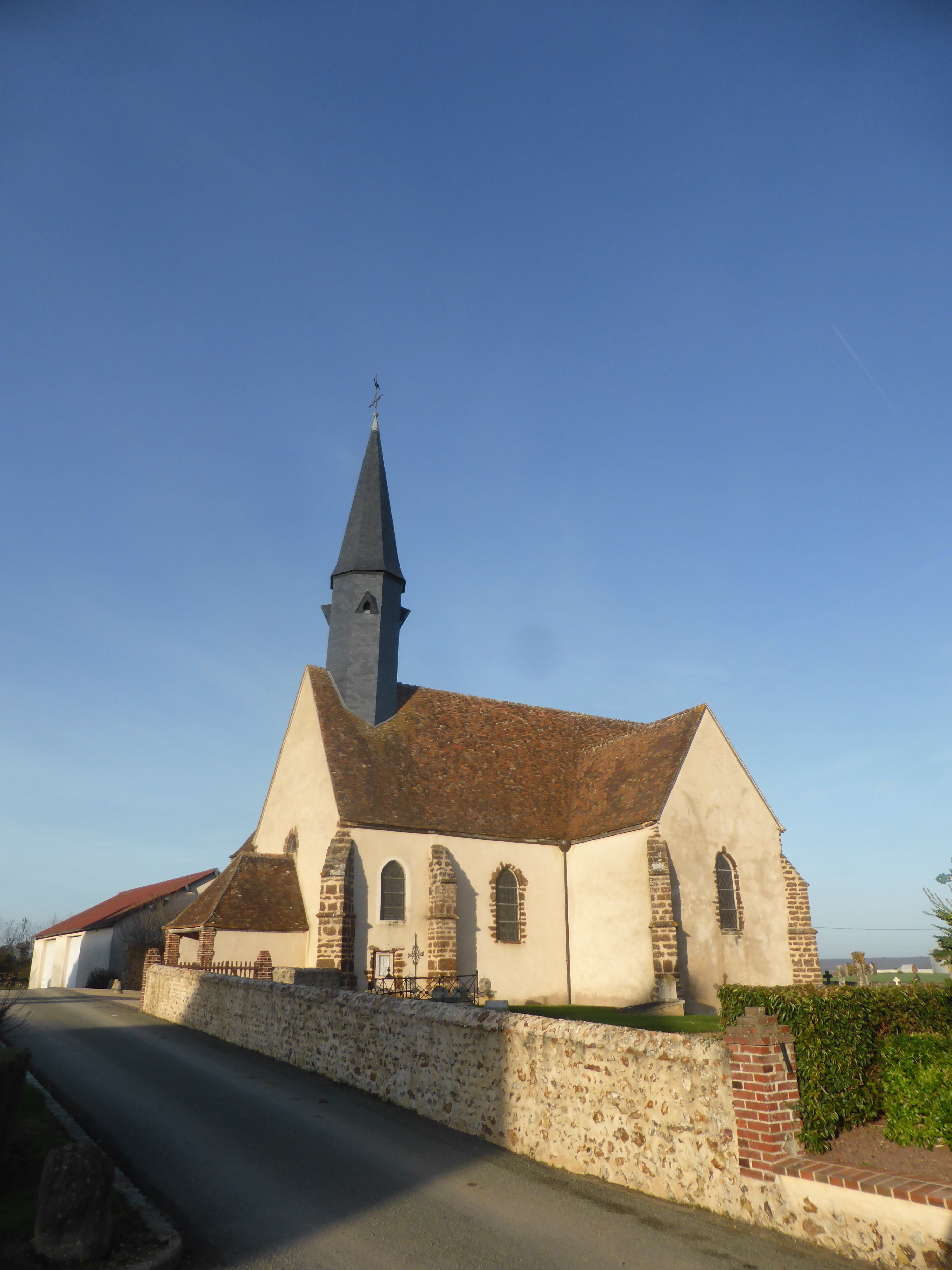
Église Saint-Léonard de Meaucé.

À la fin du XIXe siècle, Saint-Jean-des-Murgers fut rattaché à Meaucé.
L'église de Saint-Léonard accueillit naturellement les biens de Saint-Jean-des-Murgers. Elle compte aujourd'hui quatre retables (dont un du XVIIIe siècle) et une vaste statuaire qui en fait un lieu incontournable de l'art religieux percheron.
L'ancienne église de Saint-Jean-des-Murgers est devenue une salle des fêtes, qui porte le nom de « Gaston Dumargue » depuis le 19 septembre 2009.
Des demeures seigneuriales que comptait la commune, seule "la grand'maison" a persisté. Elle est aujourd'hui une auberge.

### Personnalités liées à la commune
- Jean-Antoine Marbot, homme politique et militaire, né le 7 décembre 1754 à Altillac (Corrèze), mort le 19 avril 1800 lors du siège de Gênes (Italie).

Ancien membre démissionnaire des gardes du corps du roi, élu administrateur du département de la Corrèze en 1790, élu député du même département à la constituante en 1791, promu général de brigade en 1793. Deux fois président du Conseil des Anciens puis Gouvernement militaire de Paris, commandant la 17e division militaire, en 1799. Il meurt au début du siège de Gênes (campagne d'Italie) des suites de ses blessures et du typhus.
Il est le père de Marcellin Marbot. Il acquit la « Grand'Maison » vers 1799.
- Marcellin Marbot, militaire, né le 18 août 1782 à Altillac (Corrèze), mort le 16 novembre 1854 à Paris.

Volontaire en 1799 au 1er régiment de hussards commandé par son père, sous-lieutenant en 1799, il participe au siège de Gênes, au cours duquel son père meurt. Capitaine en 1807, fait chevalier de l'Empire en 1811, colonel en 1812. Rallié à l'Empereur pendant les Cent-Jours, Napoléon le nomme général de brigade la veille de la bataille de Waterloo. Il est compris dans la liste des bannis en 1815. Rentré en France en 1819. Il reçoit alors le commandement du 8e régiment de chasseurs à cheval. Le duc d'Orléans (futur Louis-Philippe) le charge de l'éducation militaire de son fils aîné, le duc de Chartres, puis il est nommé aide de camp du comte de Paris. Après les Trois Glorieuses, il est promu maréchal de camp. Commandeur de la Légion d'honneur en 1831, grand officier en 1836. Élevé au grade de lieutenant-général des armées en 1838, nommé Pair de France en 1845. Il est mis d'office à la retraite après la révolution de 1848.
Ses Mémoires constituent un remarquable témoignage sur l'épopée napoléonienne.

## Héraldique
| Blason à dessiner | Blason  | Parti d'azur et d'argent: le 1er chargé en chef du gros chêne, arbre remarquable du lieu, de sinople futé de sable brochant en partie sur le 2e du parti, le 2e chargé en chef d'un écusson d'argent à trois chevrons de gueules timbré d'une couronne de comte; le tout accompagné en pointe d'un bourg d'argent brochant, couvert, ouvert et ajouré de sable aux buissons du même, soutenu de deux glands, chacun feuillé d'une pièce, de sinople passés en sautoir; à l'inscription en lettres capitales « MEAUCÉ » de gueules brochant en fasce sur le tout. |
| Blason à dessiner | Détails | Le statut officiel du blason reste à déterminer. |